# Ride wit Me
Ride wit Me è un brano musicale del rapper statunitense Nelly, pubblicato come terzo singolo estratto dall'album Country Grammar il 24 aprile 2001. Il brano figura il featuring del gruppo St. Lunatics.

## Tracce
CD-Single Universal 158 819-2
1. Ride Wit Me (Clean Edit w/ FX Short) - 4:15
2. Ride Wit Me (Stargate Remix) - 4:35

## Classifiche
| Classifica (2000)                    | Posizione più alta |
| ------------------------------------ | ------------------ |
| U.S. Billboard Hot 100               | 3                  |
| U.S. Billboard Hot R&B/Hip-Hop Songs | 34                 |
| Australia                            | 4                  |
| Belgio (Fiandre)                     | 27                 |
| Belgio (Vallonia)                    | 2                  |
| Francia                              | 43                 |
| Norvegia                             | 7                  |
| Nuova Zelanda                        | 20                 |
| Paesi Bassi                          | 6                  |
| Regno Unito                          | 3                  |
| Svezia                               | 14                 |
| Svizzera                             | 60                 |